# William M. Kaula
William M. Kaula (Sidney, 19 de maio de 1926 - Los Angeles, 1 de abril de 2000) foi um geofísico estadounidense de origem australiana e professor da Universidade de Califórnia em Los Angeles.

## Biografia
Destacou-se por suas notáveis contribuições à geodésia, incluindo o uso de satélites terrestres para produzir mapas gravitacionais da Terra. Participou em várias missões da NASA como líder de equipe da Apolo 15, 16 e 17.
Foi eleito membro da Academia Nacional de Ciências de Estados Unidos por suas contribuições científicas sem obter um título de doutorado, um caso bastante raro. Se graduou na Academia Militar dos Estados Unidos e recebeu um mestrado da Universidade Estadual de Ohio.

## Publicações
- Celestial Geodesy, (1962)[6]
- Theory of Satellite Geodesy, (1966)[7]
- Introduction to Planetary Physics, (1968)[8]

## Homenagem
- O asteróide 5485 Kaula leva seu nome.[9][10]